# 吉爾伯特·泰勒
吉尔伯特·泰勒，B.S.C. （英語：Gilbert Taylor，1914年4月12日—2013年8月23日）是一名英国电影摄影师。在第二次世界大战中在英国皇家空军当了6年志愿军官，之后他成为了Avro兰卡斯特轰炸机的飞行操作摄影师。1929年开始在 Gainsborough Studios 担任助理摄影师。他曾为《奇爱博士》、《一夜狂欢》、《凶兆》和《星球大战》担任摄影。
2013年8月23日逝世，享年99岁。

## 主要攝影作品
- 《奇爱博士》，1964年
- 《一夜狂欢》
- 《凶兆》，1976年
- 《星球大战》，1977年